# Uleanthus
Uleanthus es un género monotípico de plantas con flores, perteneciente a la familia Fabaceae. Su única especie, Uleanthus erythrinoides, es originaria de Brasil.